# Grover Jones
Grover Jones (Rosedale, 15 novembre 1893 – Hollywood, 24 settembre 1940) è stato uno sceneggiatore, regista e scrittore statunitense occasionalmente anche montatore e produttore cinematografico.
In vent'anni di attività, sceneggiò oltre un centinaio di film. 
Fu candidato due volte agli Oscar (ambedue le volte insieme a William Slavens McNutt): nel 1932 nella categoria Oscar al miglior soggetto con il film Cuore d'amanti e, nel 1936, per la miglior sceneggiatura non originale de I lancieri del Bengala.

## Filmografia

### Sceneggiatore
- Wild Wild West, regia di Grover Jones - cortometraggio (1920)
- Gentleman Roughneck, regia di Grover Jones (1925)
- Unknown Dangers, regia di Grover Jones (1926)
- Thrilling Youth, regia di Grover Jones (1926)
- Oh Billy, Behave, regia di Grover Jones (1926)
- The Windjammer, regia di Harry Joe Brown (1926)
- Avventure di mezzanotte (Partners in Crime), regia di Frank R. Strayer (1928)
- Fools for Luck, regia di Charles Reisner (1928)
- The Big Killing, regia di F. Richard Jones (1928)
- La rivincita di Fanny (Hot News), regia di Clarence G. Badger - adattamento (1928)
- Take Me Home, regia di Marshall Neilan (1928)
- What a Night!, regia di A. Edward Sutherland (1928)
- The Virginian, regia di Victor Fleming (1929)
- The Mighty, regia di John Cromwell (1929)
- Cuore d'amanti (Lady and Gent), regia di Stephen Roberts (1932)
- Mancia competente (Trouble in Paradise), regia di Ernst Lubitsch (1932)
- Se avessi un milione (If I Had a Million), regia di autori vari (1932)
- Convegno d'amore (One Sunday Afternoon), regia di Stephen Roberts (1933)
- Tillie and Gus, regia di Francis Martin (1933)
- Hell and High Water, regia di Grover Jones e William Slavens McNutt (1933)
- You Belong to Me, regia di Alfred L. Werker (1934)
- La moglie indiana (Behold My Wife!), regia di Mitchell Leisen (1934)
- Quartiere cinese (Limehouse Blues), regia di Alexander Hall (1934)
- I lancieri del Bengala (The Lives of a Bengal Lancer), regia di Henry Hathaway (1935)
- La corazzata Congress (Annapolis Farewell), regia di Alexander Hall (1935)
- Two for Tonight, regia di Frank Tuttle (1935)
- One-Way Ticket, regia di Herbert J. Biberman (1935)
- La via lattea (The Milky Way), regia di Leo McCarey e, non accreditati, Ray McCarey e Norman Z. McLeod (1936)
- Il sentiero del pino solitario (The Trail of the Lonesome Pine), regia di Henry Hathaway (1936)
- La conquista del West (The Plainsman), regia di Cecil B. De Mille (1936)
- Anime sul mare (Souls at Sea), regia di Henry Hathaway (1937)
- Samoa (52nd Street), regia di Harold Young (1937)
- I filibustieri (The Buccaneer), regia di Cecil B. DeMille (1938)
- I tre soldati (Soldiers Three), regia di Tay Garnett (1951)

### Regista
- Wild Wild West - cortometraggio (1920)
- Heir-Loons (1925)
- Gentleman Roughneck (1925)
- Unknown Dangers (1926)
- Thrilling Youth (1926)
- Oh Billy, Behave (1926)
- God of Mankind (1928)
- Hell and High Water, co-regia di William Slavens McNutt (1933)

### Produttore
- Anime sul mare (Souls at Sea), regia di Henry Hathaway (1937)